# Communauté de communes des Portes du Haut-Doubs
Die Communauté de communes des Portes du Haut-Doubs ist ein französischer Gemeindeverband mit der Rechtsform einer Communauté de communes im Département Doubs in der Region Bourgogne-Franche-Comté. Sie wurde am 19. Juni 1998 gegründet und umfasst 47 Gemeinden. Der Verwaltungssitz befindet sich im Ort Valdahon.

## Mitgliedsgemeinden
| Gemeinde                                        | Einwohner 1. Januar 2022 | Fläche km² | Dichte Einw./km² | Code INSEE | Postleitzahl |
| ----------------------------------------------- | ------------------------ | ---------- | ---------------- | ---------- | ------------ |
| Adam-lès-Vercel                                 | 103                      | 3,19       | 32               | 25007      | 25530        |
| Avoudrey                                        | 954                      | 12,86      | 74               | 25039      | 25690        |
| Belmont                                         | 75                       | 4,72       | 16               | 25052      | 25530        |
| Bouclans                                        | 1.057                    | 24,34      | 43               | 25078      | 25360        |
| Bremondans                                      | 102                      | 7,22       | 14               | 25089      | 25530        |
| Chaux-lès-Passavant                             | 121                      | 8,44       | 14               | 25141      | 25530        |
| Chevigney-lès-Vercel                            | 140                      | 5,38       | 26               | 25151      | 25530        |
| Consolation-Maisonnettes                        | 24                       | 4,31       | 6                | 25161      | 25390        |
| Courtetain-et-Salans                            | 91                       | 6,85       | 13               | 25175      | 25530        |
| Domprel                                         | 173                      | 9,40       | 18               | 25203      | 25510        |
| Épenouse                                        | 167                      | 5,75       | 29               | 25218      | 25530        |
| Épenoy                                          | 643                      | 13,25      | 49               | 25219      | 25800        |
| Étalans                                         | 1.648                    | 40,91      | 40               | 25222      | 25580        |
| Étray                                           | 290                      | 6,00       | 48               | 25227      | 25800        |
| Eysson                                          | 123                      | 6,01       | 20               | 25231      | 25530        |
| Fallerans                                       | 294                      | 10,78      | 27               | 25233      | 25580        |
| Flangebouche                                    | 833                      | 23,27      | 36               | 25243      | 25390        |
| Fournets-Luisans                                | 738                      | 27,71      | 27               | 25288      | 25390        |
| Fuans                                           | 472                      | 11,10      | 43               | 25262      | 25390        |
| Germéfontaine                                   | 117                      | 11,16      | 10               | 25268      | 25510        |
| Gonsans                                         | 559                      | 17,29      | 32               | 25278      | 25360        |
| Grandfontaine-sur-Creuse                        | 73                       | 5,90       | 12               | 25289      | 25510        |
| Guyans-Durnes                                   | 317                      | 9,03       | 35               | 25300      | 25580        |
| Guyans-Vennes                                   | 847                      | 19,67      | 43               | 25301      | 25390        |
| La Sommette                                     | 238                      | 7,37       | 32               | 25550      | 25510        |
| Landresse                                       | 238                      | 14,43      | 16               | 25325      | 25530        |
| Laviron                                         | 352                      | 19,92      | 18               | 25333      | 25510        |
| Les Premiers Sapins                             | 1.576                    | 52,20      | 30               | 25424      | 25580        |
| Longechaux                                      | 78                       | 5,13       | 15               | 25342      | 25690        |
| Longemaison                                     | 163                      | 9,63       | 17               | 25343      | 25690        |
| Loray                                           | 636                      | 14,39      | 44               | 25349      | 25390        |
| Magny-Châtelard                                 | 64                       | 4,20       | 15               | 25355      | 25360        |
| Naisey-les-Granges                              | 822                      | 25,13      | 33               | 25417      | 25360        |
| Orchamps-Vennes                                 | 2.180                    | 24,79      | 88               | 25432      | 25390        |
| Orsans                                          | 179                      | 8,29       | 22               | 25435      | 25530        |
| Ouvans                                          | 68                       | 5,20       | 13               | 25441      | 25530        |
| Passonfontaine                                  | 334                      | 19,49      | 17               | 25447      | 25690        |
| Pierrefontaine-les-Varans                       | 1.361                    | 28,90      | 47               | 25453      | 25510        |
| Plaimbois-Vennes                                | 116                      | 10,80      | 11               | 25457      | 25390        |
| Valdahon                                        | 5.715                    | 25,51      | 224              | 25578      | 25800        |
| Vellerot-lès-Vercel                             | 65                       | 4,57       | 14               | 25596      | 25530        |
| Vennes                                          | 243                      | 7,31       | 33               | 25600      | 25390        |
| Vercel-Villedieu-le-Camp                        | 1.732                    | 29,96      | 58               | 25601      | 25530        |
| Vernierfontaine                                 | 485                      | 13,28      | 37               | 25605      | 25580        |
| Villers-Chief                                   | 142                      | 7,83       | 18               | 25623      | 25530        |
| Villers-la-Combe                                | 49                       | 5,88       | 8                | 25625      | 25510        |
| Voires                                          | 75                       | 4,88       | 15               | 25630      | 25580        |
| Communauté de communes des Portes du Haut-Doubs | 26.872                   | 643,63     | 42               | –          | –            |

## Geographie
Das Gebiet der Communauté de communes du Pays de Pierrefontaine-Vercel umfasst eine Region des Plateaujuras im nordwestlichen Jura. Der westliche Teil des Gebietes wird vom Plateau von Valdahon eingenommen, das durchschnittlich auf 600 m über dem Meeresspiegel liegt und gegen Südosten leicht ansteigt. Begrenzt wird das Plateau im Südwesten vom Taleinschnitt der Loue, im Nordwesten von der Höhe der Côte d’Anroz, während im Norden das Talsystem des Audeux beginnt. Der in Südwest-Nordost-Richtung verlaufende Höhenrücken des Mont de Goux (828 m) trennt das Plateau von Valdahon von den im Osten anschließenden Becken von Avoudrey und Plateau von Pierrefontaine. Beide liegen auf durchschnittlich 700 m und werden vom Dessoubre nach Osten entwässert. Die nördliche Abgrenzung bildet dabei der Höhenrücken des Peu. Nach Südosten erstreckt sich das Gebiet bis auf die Höhen des Faltenjuras, die das Becken von Orchamps-Vennes säumen. Das Niederschlagswasser versickert im verkarsteten Untergrund, weshalb es nur wenige oberirdische Fließgewässer gibt. In der Karstquellen am Fuß der Plateaus tritt das Wasser wieder an die Erdoberfläche und fließt durch tief eingeschnittene Täler. Bedeutende Fließgewässer sind der Dessoubre, sein linker Zufluss Reverotte und der Audeux. Während die Höhenrücken vorwiegend bewaldet sind, werden die Plateaus landwirtschaftlich genutzt (insbesondere Milchwirtschaft und Viehzucht, in tieferen Lagen auch Ackerbau).

## Historische Entwicklung
Bereits seit 1986 arbeiten die Gemeinden der beiden Wahlkreise Vercel-Villedieu-le-Camp und Pierrefontaine-les-Varans im Syndicat Intercommunal du Pays de Pierrefontaine-Vercel (SIPPIVE), einem interkommunalen Zweckverband, zusammen. Um diese Zusammenarbeit weiter zu verbessern, wurde am 19. Juni 1998 die Communauté de communes du Pays de Pierrefontaine–Vercel gegründet. Mit Wirkung vom 1. Januar 2016 wurde die ehemals benachbarte Communauté de communes des Premiers Sapins zur Commune nouvelle Les Premiers Sapins umgebildet und in den hiesigen Gemeindeverband integriert.
Mit Erlass vom 26. Juni 2017 verließ die Gemeinde Bouclans die Communauté de communes du Doubs Baumois und schloss sich dem hiesigen Verband an.
Mit Wirkung vom 1. Januar 2018 wechselte der zuletzt als Communauté de communes du Pays de Pierrefontaine-Vercel bezeichnete  Verband seinen Namen auf die aktuelle Bezeichnung.

## Aufgaben
Zu den Aufgaben des Gemeindeverbandes gehören die Schaffung von Arbeitsplätzen, die wirtschaftliche Entwicklung, die gemeindeübergreifende Koordination von Gewerbezonen, die Müllabfuhr, die Trinkwasseraufbereitung und die Abwasserreinigung, die Entwicklung und Förderung des Tourismus, der Naturschutz, der Bau und Unterhalt von kulturellen und sportlichen Einrichtungen, der öffentliche Dienst und das Schulwesen auf Grundschulebene.